# Tuscola, Texas
Tuscola là một thành phố thuộc quận Taylor, tiểu bang Texas, Hoa Kỳ. Năm 2010, dân số của xã này là 742 người.

## Dân số
- Dân số năm 2000: 714 người.
- Dân số năm 2010: 742 người.